# Raoul Borra
Pour les articles homonymes, voir Borra (homonymie).
Raoul Borra, né le 14 août 1896 à Bône et décédé le 28 février 1988 à Nice, est un homme politique français.